# Алансон (округ)
Округ Алансон (фр. Arrondissement d'Alençon) — округ у Франції, в департаменті Орн. 2023 року округ об'єднував 111 муніципалітетів, населення становило 85 380 осіб.
Адміністративний центр (супрефектура) — Алансон.

## Муніципалітети
Список муніципалітетів округу та їхні коди INSEE:
1. Алансон (61001)
2. Альменеш
3. Баньоль-де-л'Орн-Норманді (61483)
4. Барвіль (61026)
5. Бельфон (61036)
6. Бовен (61035)
7. Брюльмай (61064)
8. Буасе-ла-Ланд
9. Буатрон (61051)
10. Бюр (61067)
11. Бюре (61066)
12. Бюрсар (61068)
13. Вальфрамбер (61497)
14. Віде (61502)
15. Ганделен (61182)
16. Гапре (61183)
17. Даміньї (61143)
18. Екув (61341)
19. Елу (61203)
20. Ессе (61156)
21. Жувіньї-Валь-д'Анден (61211)
22. Жуе-дю-Буа (61209)
23. Карруж (61074)
24. Коломб'є (61111)
25. Конде-сюр-Сарт (61117)
26. Кулонж-сюр-Сарт (61126)
27. Куртоме (61133)
28. Кюїссе (61141)
29. Ла-Бельєр
30. Ла-Ланд-де-Гу (61216)
31. Ла-Мотт-Фуке (61295)
32. Ла-Рош-Мабі (61350)
33. Ла-Ферр'єр-Беше (61164)
34. Ла-Ферр'єр-Бошар (61165)
35. Ла-Шапель-пре-Се (61098)
36. Ла-Шо (61104)
37. Лаласель (61213)
38. Лале (61215)
39. Ларре (61224)
40. Ле-Буйон (61056)
41. Ле-Вант-де-Бурс (61499)
42. Ле-Мель-сюр-Сарт (61258)
43. Ле-Меній-Бру (61261)
44. Ле-Меній-Гюїон (61266)
45. Ле-Меній-Селлер (61271)
46. Ле-Планті (61331)
47. Ле-Серкей (61076)
48. Ле-Шаланж (61082)
49. Ле-Шам-де-ла-П'єрр (61085)
50. Ле-Шато-д'Альменеш
51. Лонре (61234)
52. Л'Оре-д'Екув (61228)
53. Мантії (61248)
54. Маньї-ле-Дезер (61243)
55. Маршмезон (61251)
56. Масе (61240)
57. Медаві
58. Меній-Ерре (61263)
59. Меуден (61257)
60. М'єкссе (61279)
61. Монмерре
62. Моншеврель (61284)
63. Мортре
64. Неї-ле-Біссон (61304)
65. Ноф-су-Ессе (61301)
66. Оне-ле-Буа (61013)
67. Ону-сюр-Орн (61015)
68. Отрив (61202)
69. Пасе (61321)
70. Пассе-Віллаж (61324)
71. Перру (61326)
72. Рив-д'Анден (61096)
73. Руперру (61357)
74. Се (61464)
75. Семалле (61467)
76. Сен-Дені-сюр-Сартон (61382)
77. Сен-Жерве-дю-Перрон (61400)
78. Сен-Жермен-дю-Корбеї (61397)
79. Сен-Жермен-ле-В'є (61398)
80. Сен-Жульєн-сюр-Сарт (61412)
81. Сен-Кантен-де-Блаву (61450)
82. Сен-Леже-сюр-Сарт (61415)
83. Сен-Леонар-де-Парк (61416)
84. Сен-Марс-д'Егренн (61421)
85. Сен-Мартен-де-Ланд (61424)
86. Сен-Мартен-л'Егійон (61427)
87. Сен-Нікола-де-Буа (61433)
88. Сен-Патрис-дю-Дезер (61442)
89. Сен-Рош-сюр-Егренн (61452)
90. Сен-Сенері-ле-Жере (61372)
91. Сен-Совер-де-Карруж (61453)
92. Сен-Фрембо (61387)
93. Сент-Аньян-сюр-Сарт (61360)
94. Сент-Ельє-ле-Буа (61384)
95. Сент-Маргерит-де-Карруж (61419)
96. Сент-Марі-ла-Робер (61420)
97. Сент-Обен-д'Аппене (61365)
98. Сент-Сколасс-сюр-Сарт (61454)
99. Сент-Уан-ле-Бризу (61439)
100. Серизе (61077)
101. Сіраль (61107)
102. Сосе (61075)
103. Танвіль (61480)
104. Тельєр-ле-Плессі (61481)
105. Тессе-Фруле (61482)
106. Торшам (61487)
107. Тремон (61492)
108. Феррієр-ла-Веррері (61166)
109. Франшвіль
110. Шаен (61080)
111. Шаюе (61081)